# Cornelis van Haarlem

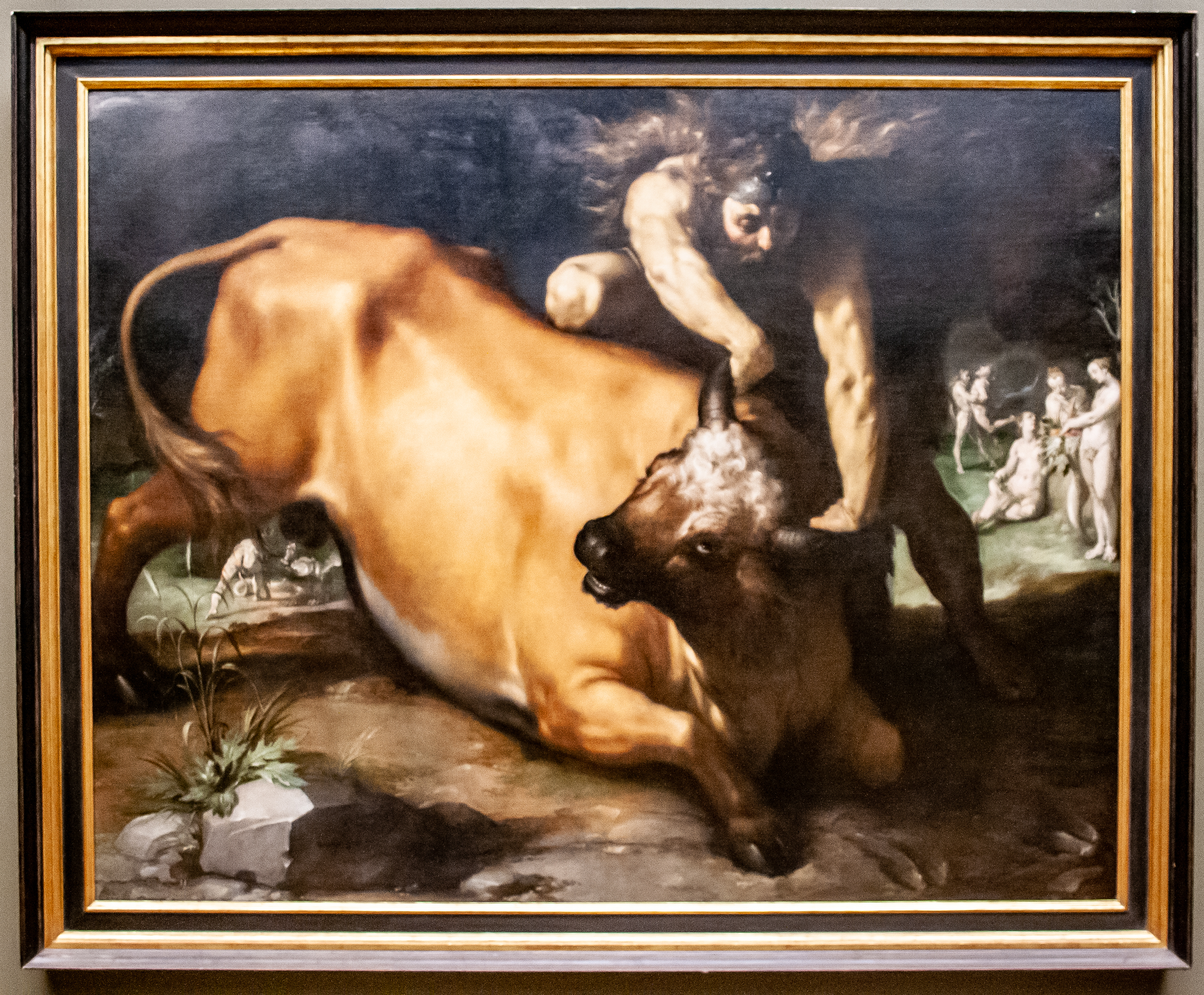
Festménye a New York-i Metropolitanben – Héraklész és Akhelóosz küzdelme

Cornelis Corneliszoon van Haarlem (névváltozat magyarul: Cornelisz) (Haarlem, 1562 – Haarlem, 1638. november 11.) a holland festészet aranykorának manierista stílusú festője, Frans Hals portréfestő egyik előfutára.

## Életpályája
Antwerpenben tanult, Gillis Coignet (1538–1599) volt a mestere, tapasztalatokat gyűjtött Franciaországban és Amszterdamban is, majd Haarlemben élt és alkotott. Karel van Manderrel festőiskolát alapított, amely nagy hatással volt a felnövekvő festőnemzedékekre. Némileg Bartholomeus Spranger manierista tájékozódását is befolyásolta a haarlemi iskola. Cornelis van Haarlem A lövészek csoportképe című alkotása (1583; Haarlem, múzeum) jelentős állomása a holland csoportarckép-fejlődésnek, Frans Halsra is hatott. Cornelis van Haarlem csoportképében a figurák elhelyezése rendkívül természetes, mindenki a maga szokása, hivatása szerint van ábrázolva, amit egy banketti alkalom fog egybe. A kereskedők az üzlet megkötésének jeléül felé tartják kezüket, az ivócimborák poharat vagy kancsót tartanak, mindenki természetesen viselkedik, az ábrázolás könnyed, ámbár a részletek is gondosan ki vannak dolgozva. Nem csoda, hogy további városokra és festőnemzedékekre hatott, s mintegy divatba jött a csoportképek alkotása.
Bibliai és mitológiai kompozíciókat is festett manierista stílusban, ezen alkotásoknál mind a kompozícióteremtő képesség, mind az emberalakok megjelenítése, kivált alkotói periódusának első felében, gyengébbre sikerült. Később a sok gyakorlás végett – főleg a Németalföldre bekerült antik szobrokat másolta – szerkezetileg, s a figurák ábrázolásában is előrehaladt. Legjobban sikerült történeti képei: Caritas; Kapzsiság; Tékozlás; Özönvíz; A rézkígyó imádása; Lucifer bukása; Aranykor; Ádám és Éva; Istenek lakomája /avagy Péleusz és Thétisz menyegzője; Lázár feltámasztása (1602) stb. Az ő erőssége a természet utáni portréfestés volt. Karel van Madel is megjegyzi, hogy Cornelis van Haarlem sok kitűnő arcképet festett, bár nem szívesen művelte ezt a műfajt, de annál jobban.
A kortársak kedvelték alkotásait, Haarlemben az ő társadalmi állása is igen előkelőnek mondható, felesége a haarlemi polgármester leánya volt.

## Galéria

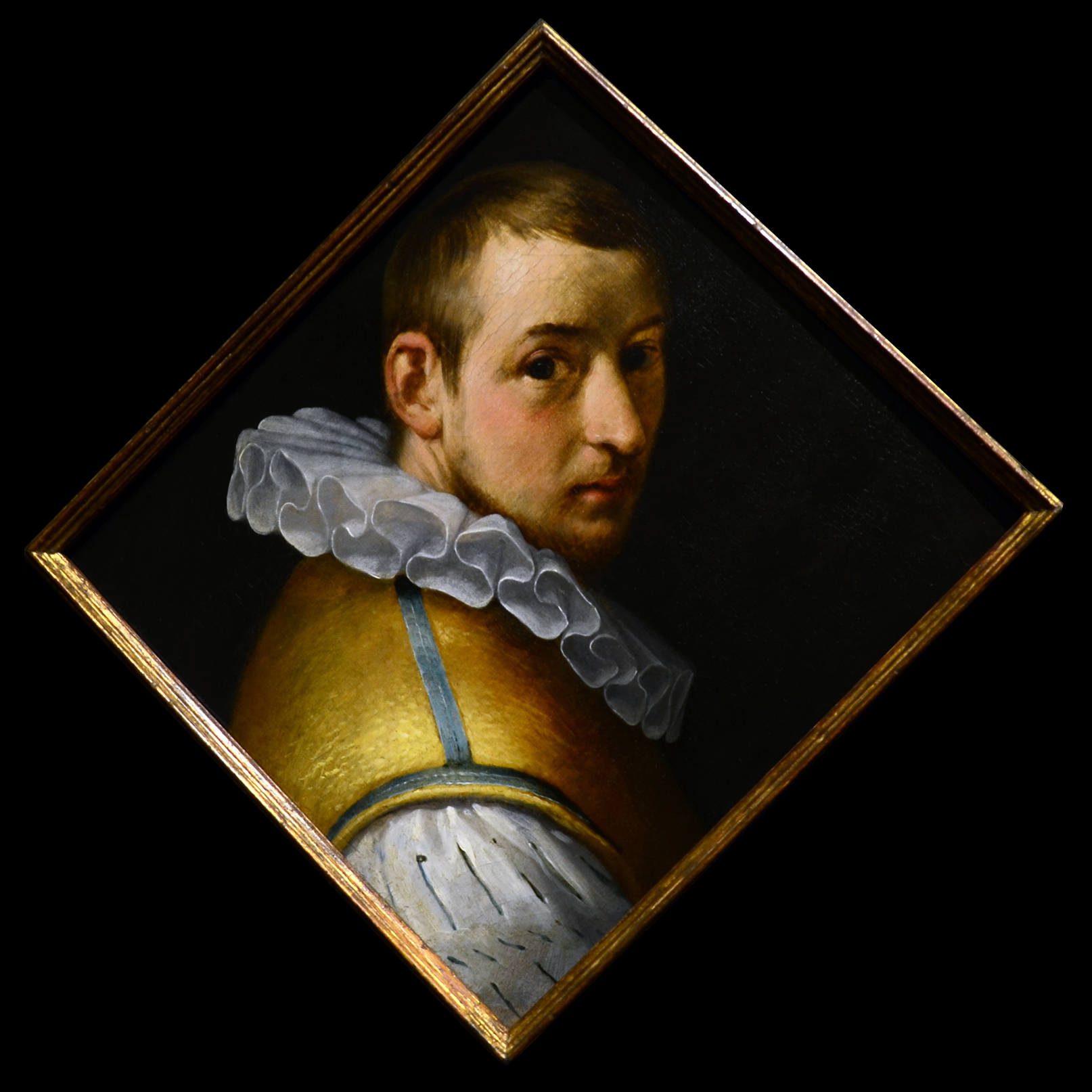
Önarcképe (1588-90 között)
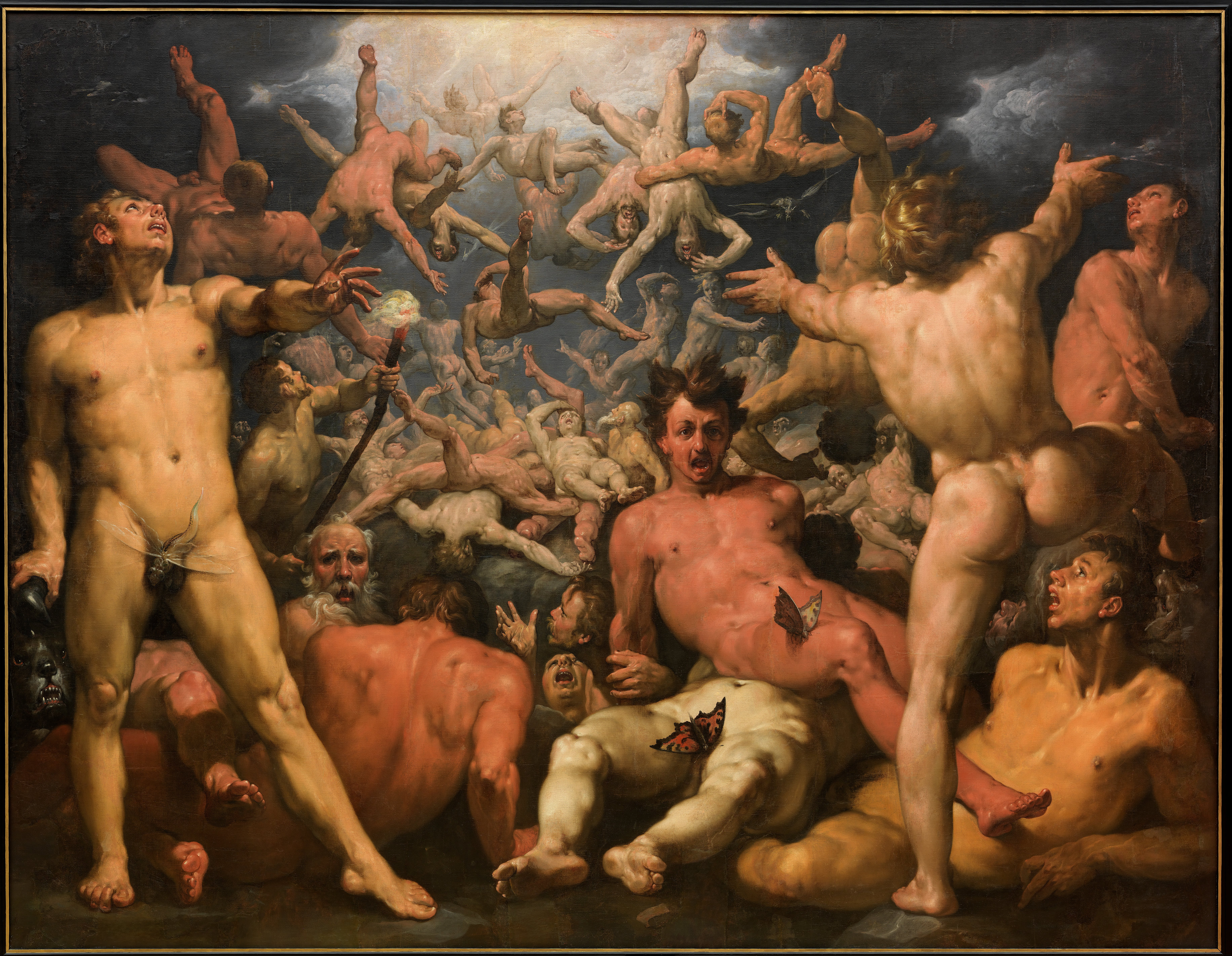
Titánok bukása (1588-1590; Statens Museum for Kunst, Koppenhága)
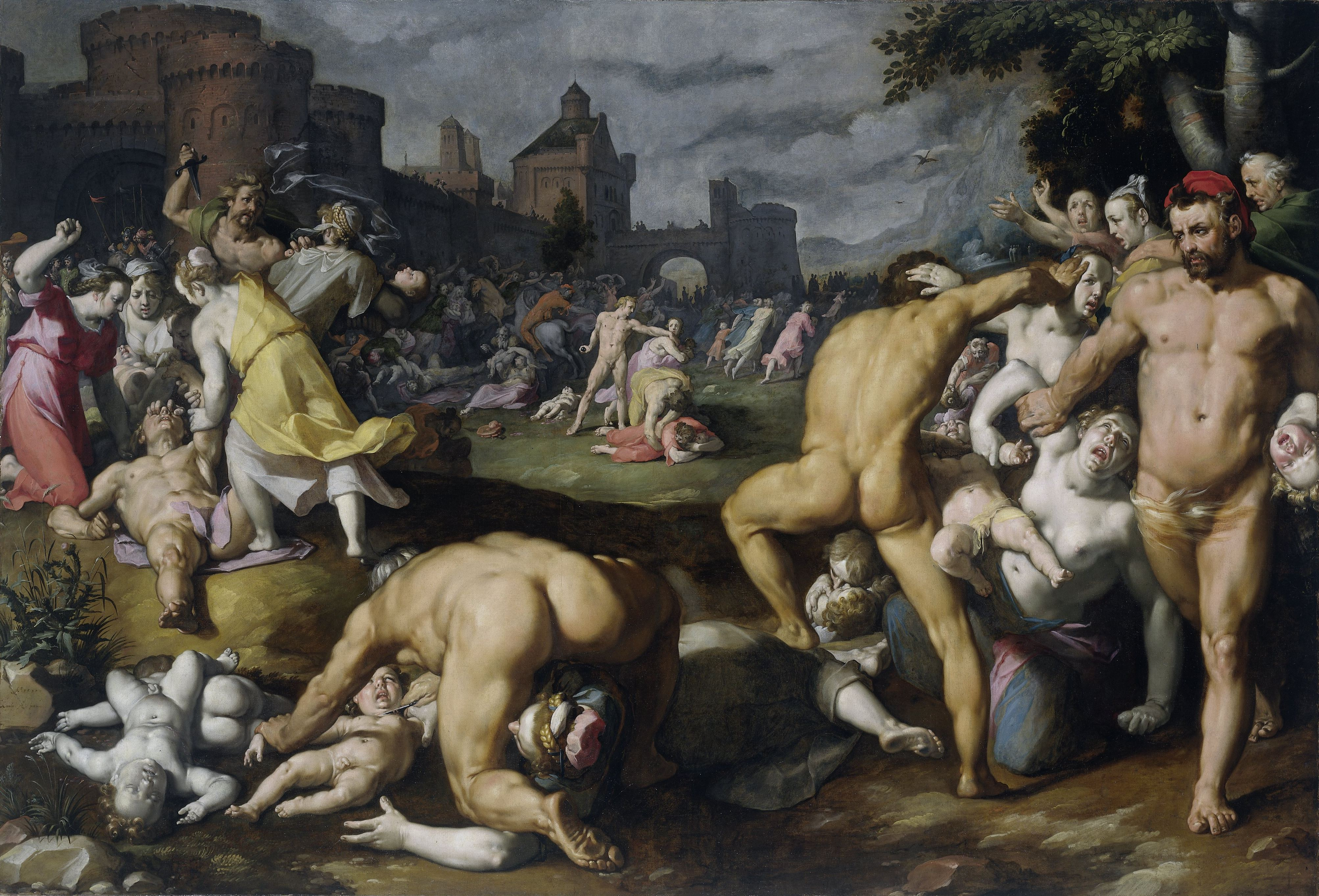
Betlehemi gyermekgyilkosság (1590; Rijksmuseum, Amszterdam)
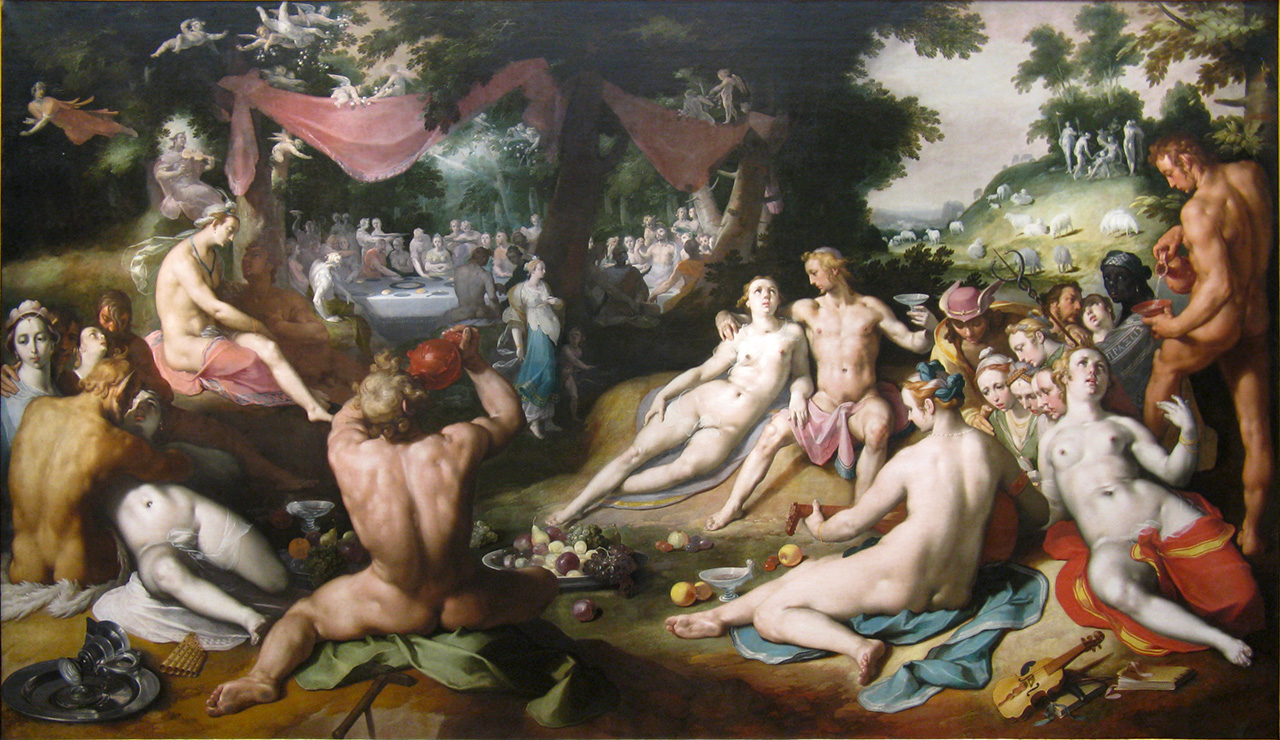
Istenek lakomája /avagy Péleusz és Thétisz menyegzője (1592-93; Frans Hals Museum, Haarlem)
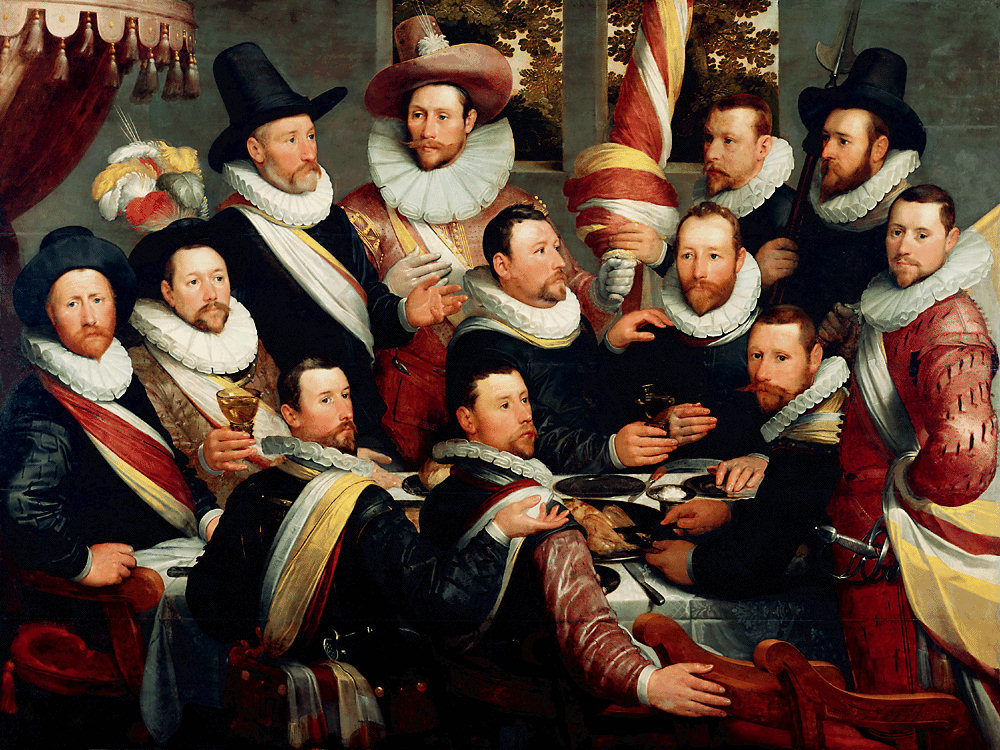
A haarlemi Szent György lövészegylet tagjainak bankettje (1599, Frans Hals Museum, Haarlem)
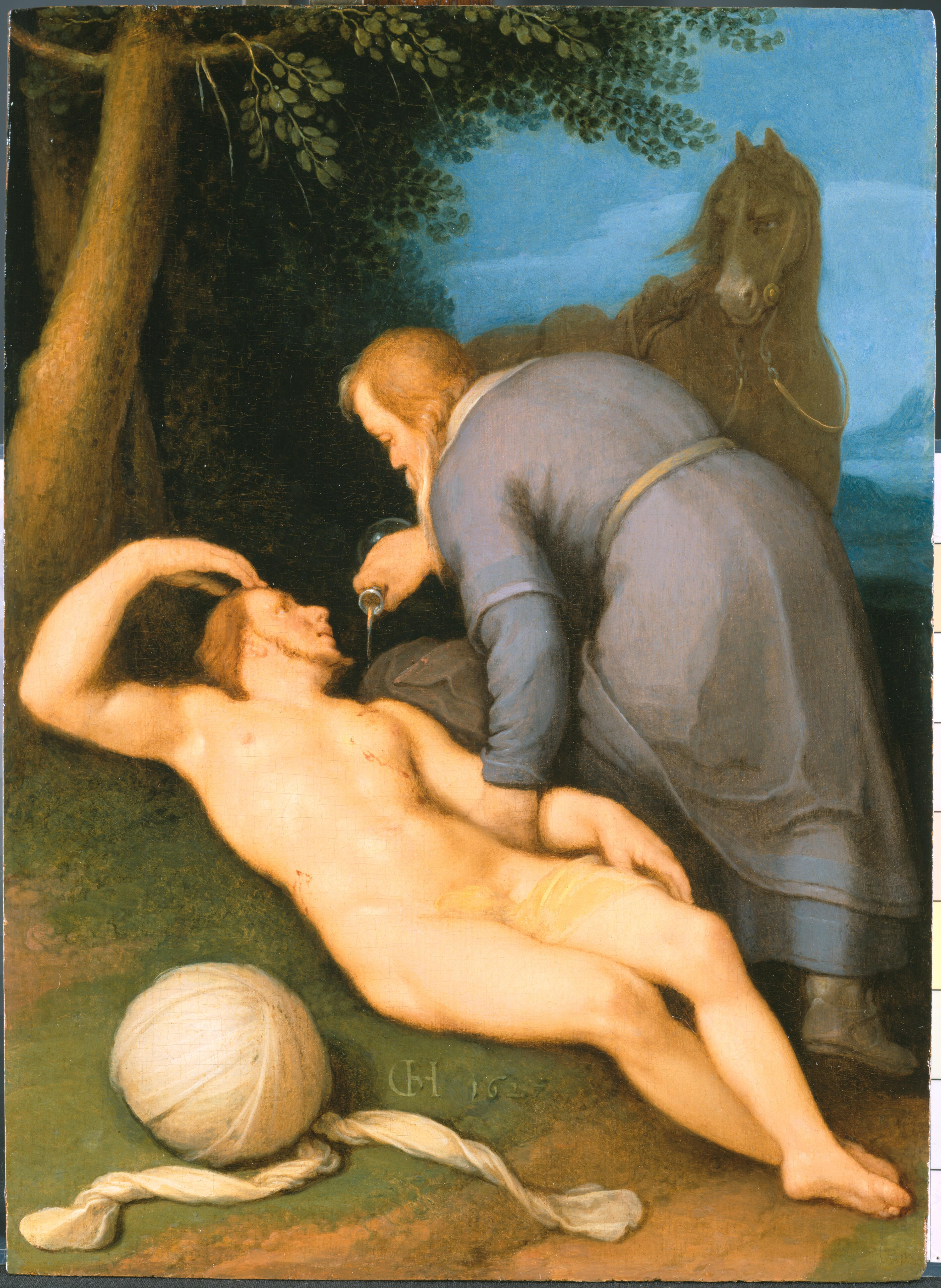
A jó szamaritánus (1627; magángyűjteményben, szignált kép)